# Honda ST 1300 Pan European
Honda ST 1300 Pan European je motocykl kategorie silniční cestovní motocykl japonského výrobce Honda s integrovanými, avšak odnímatelnými kufry. Svého předchůdce ST 1100 Pan European nahradil v roce 2002.

## Technické parametry

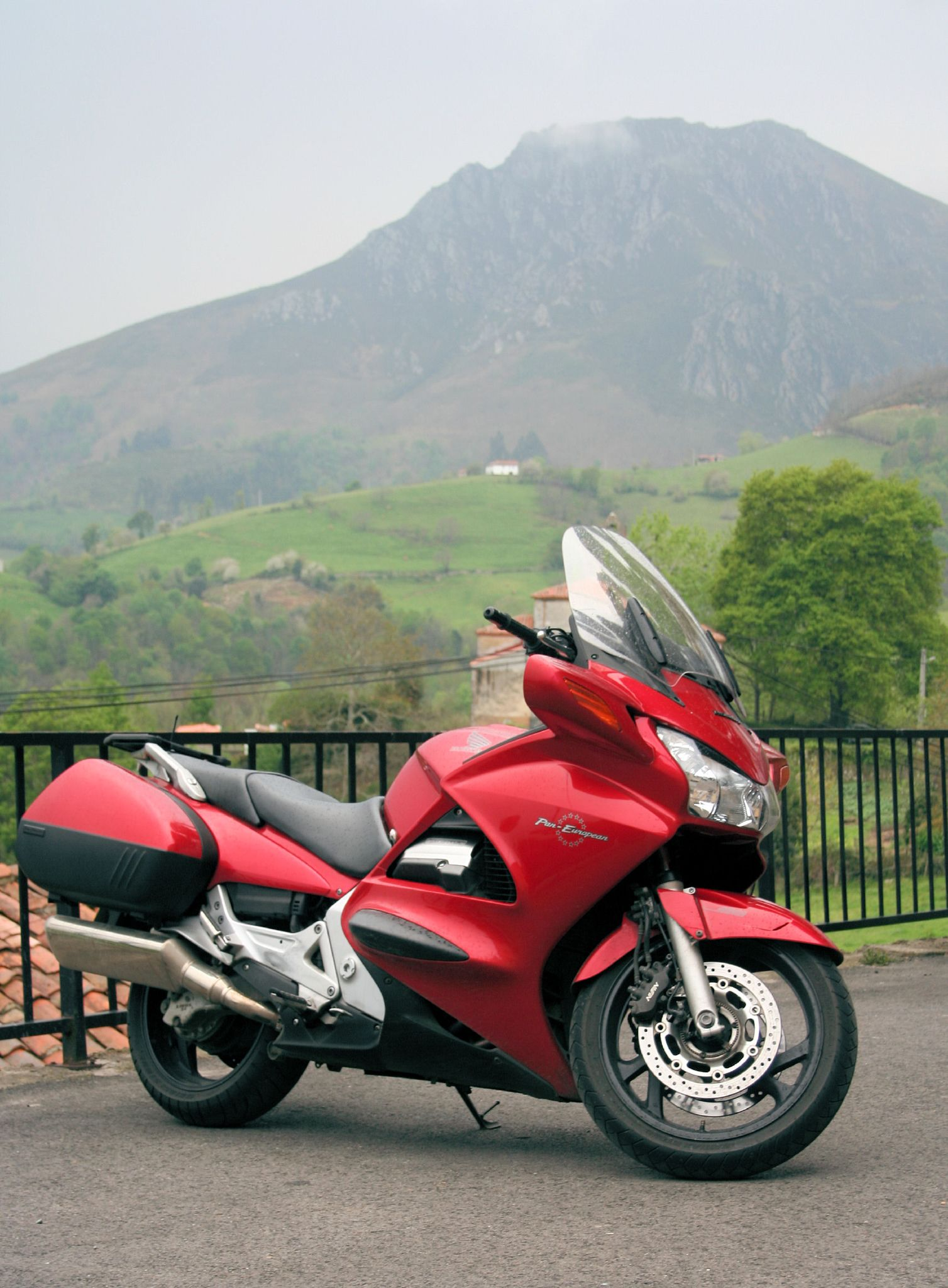
Honda ST 1300 Pan European

Další parametry pro modelový rok 2008
- Rám: hliníkový páteřový
- Suchá hmotnost: 276 kg
- Maximální rychlost: 225 km/h